# Esport de combat

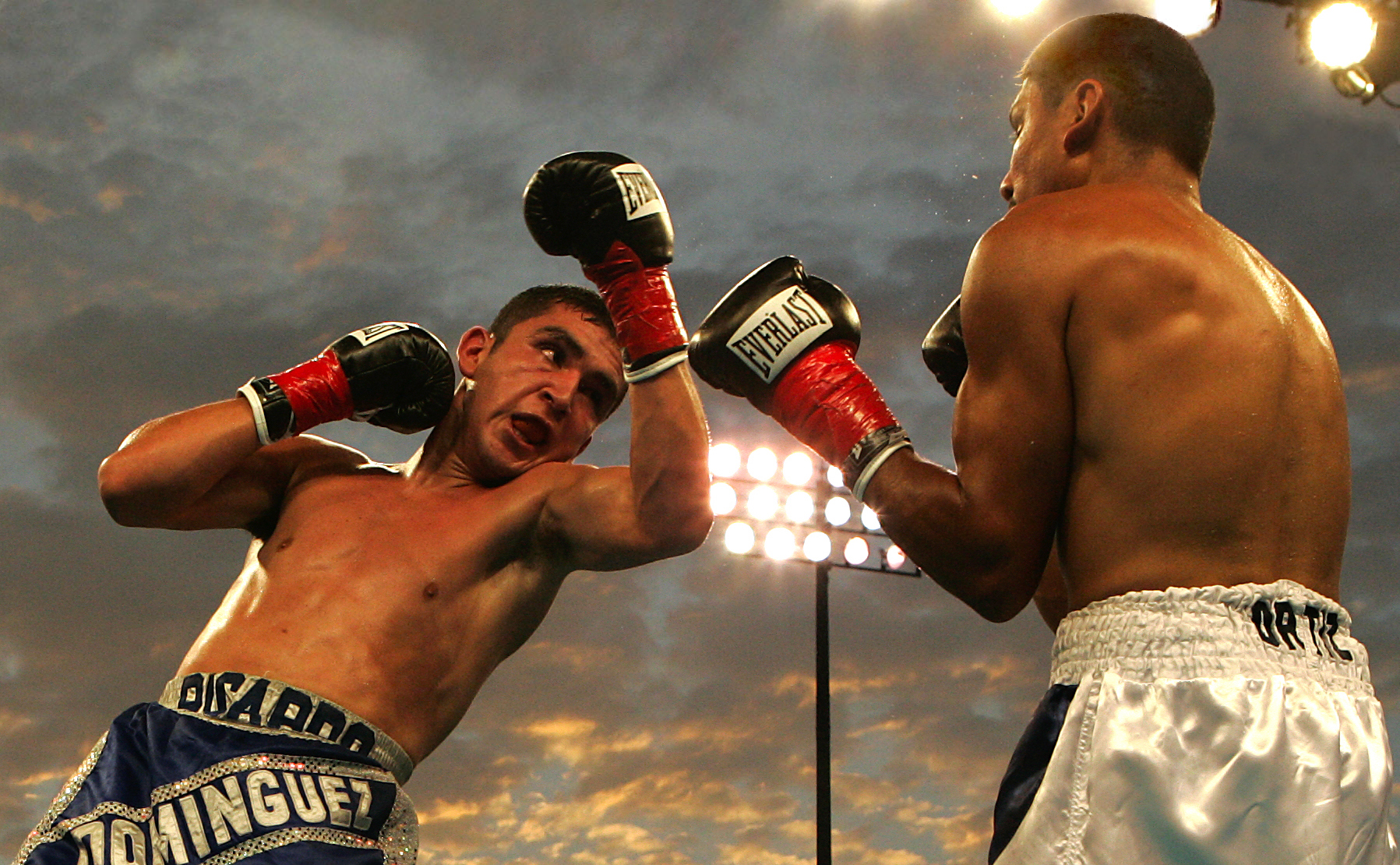
Boxa és un esport de combat tradicional occidental.

Un esport de combat és un esport competitiu de contacte on dos combatents lluiten l'u contra l'altre usant les certes regles de contacte, amb l'objectiu de simular parts del combat cos a cos veritable. El boxa, les arts marcials de competició, les arts marcials mixtes i l'esgrima són els exemples d'esports de combat.
Les tècniques usades poden ser classificades en tres dominis: copejar, agafar, i ús d'arma. Algunes regles del joc s'especialitzen en una àrea, mentre que uns altres permeten la superposició.

## Esport de combat i art marcial
La noció de "esport de combat" és distinta de la d'art marcial, encara que algunes disciplines coincideixen.
En efecte, una art marcial és per definició una "art de guerra", una disciplina on tot és permès. A causa de la perillositat potencial, l'estudi de l'art marcial és molt definit en general.
En contrast, un esport de combat sovint posseïx competicions (d'oposició), les normes destinades, en particular, a garantir la integritat física i un àrbitre per a fer-les respectar. D'una banda, esport de combat s'allunya el combat real, però per altra banda, permet enfrontar-se a un adversari que té reaccions imprevisibles i permet la bona esportivitat (joc net i el respecte).
Aquests dos punts de vista són fonamentalment diferents, però històricament vinculats. En els països asiàtics, l'aprenentatge d'arts marcials s'efectuava per a enfrontar a un atacant. El cos de l'individu es transformava en una veritable arma de guerra i va servir per a oposar-se en cas d'agressió de pobles invasors. Així, aquesta visió d'una disciplina marcial servia per a defensar la seva vida durant l'època feudal.
Ara bé, ho vam veure en la fitxa "art marcial", aquestes tècniques marcials es van transmetre en el curs dels anys en tot el món, i han estat adaptades a les mentalitats de les persones que servien.

## Llista d'esports de combat

### Esports de combat olímpics
- Boxa[1]
- Esgrima
- Judo[2]
- Lluita[3]
- Taekwondo[4]

### Altres esports de combat moderns
- Arnis
- Arts marcials mixtes (AMM)
- Bando kick-boxing o lethwei modern, naban o lluita birmana moderna
- Capoeira
- Full-contact
- Jiu-jitsu brasiler
- Karate
- Kendo
- Kick-boxing
- Muay thai
- Sambo
- Sanda
- Savate
- Sumo

### Esports de combat antics
- Boxa antiga
- Pankration